# Champs-sur-Tarentaine-Marchal
Champs-sur-Tarentaine-Marchal – miejscowość i gmina we Francji, w regionie Owernia-Rodan-Alpy, w departamencie Cantal.
Według danych na rok 1990 gminę zamieszkiwało 1088 osób, a gęstość zaludnienia wynosiła 18 osób/km² (wśród 1310 gmin Owernii Champs-sur-Tarentaine-Marchal plasuje się na 199. miejscu pod względem liczby ludności, natomiast pod względem powierzchni na miejscu 10.).